# Glenn Medeiros
Glenn Alan Medeiros (Lihue, 1970. június 24. –) korábbi amerikai énekes, zenész és dalszerző, jelenleg oktató. Az 1980-as és 90-es évek fordulóján sikeres előadónak számított, legnagyobb slágere az 1987-ben megjelent "Nothing's Gonna Change My Love for You", amely nemzetközileg is hatalmas siker lett, továbbá ismert még "She Ain't Worth It" című dala is, amely az Egyesült Államokban jutott a slágerlista első helyéig 1990-ben.
Zenei pályafutását követően tanári pályára állt, több honolului iskolában és a Chaminade Egyetemen is oktatott, habár Hawaii otthonából időnként továbbra is részt vesz zenei projektekben.
Érdekesség, hogy első és harmadik nagylemeze szintén ugyanazt a címet kapta, az énekes saját neve után. 

## Diszkográfia

### Stúdióalbumok
- Glenn Medeiros (1987; az első nagylemeze ezzel a címmel)
- Not Me (1988)
- Glenn Medeiros (1990; a második nagylemeze ezzel a címmel)
- It's Alright to Love (1993)
- The Glenn Medeiros Christmas Album (1993)
- Sweet Island Music (1995)
- Captured (1999)
- With Aloha (2005)